# Coppa CEV 2017-2018 (femminile)
La Coppa CEV 2017-2018 si è svolta dal 12 dicembre 2017 al 10 aprile 2018: al torneo hanno partecipato trentadue squadre di club europee e la vittoria finale è andata per la seconda volta all'Eczacıbaşı.

## Regolamento
Le squadre hanno disputato sedicesimi di finale (a cui si sono aggiunte dieci squadre provenienti dalla Champions League 2017-18), ottavi di finale, quarti di finale, semifinali e finale, tutte giocate con gare di andata e ritorno (coi punteggi di 3-0 e 3-1 sono stati assegnati 3 punti alla squadra vincente e 0 a quella perdente, col punteggio di 3-2 sono stati assegnati 2 punti alla squadra vincente e 1 a quella perdente; in caso di parità di punti dopo le due partite è stato disputato un golden set).

## Squadre partecipanti
| - Asterix Avo - Oudegem - Minčanka - Jedinstvo Brčko - HPK Naiset - Viesti Salo - Béziers - Le Cannet | - Venelles - Dresdner - MTV Stoccarda - Schweriner - Hapoël Kfar Saba - Maccabi Haifa - Casalmaggiore - Busto Arsizio | - Sliedrecht - Sneek - Královo Pole - Olomouc - CSM Bucarest - Enisej - Uraločka - Jedinstvo Stara Pazova | - Branik - Kamnik - Düdingen - Franches-Montagnes - Eczacıbaşı - Chimik - Békéscsabai - Nyíregyháza |

## Torneo

### Sedicesimi di finale

#### Andata
| 13 dicembre 2017 Sporthal Sint-Gillis, Dendermonde Durata: 1h:02 - Spettatori: 300       | Oudegem                | 0 - 3 | Eczacıbaşı         | 11-25, 15-25, 15-25        |
| 12 dicembre 2017 PalaYamamay, Busto Arsizio Durata: 1h:17 - Spettatori: 1 487            | Busto Arsizio          | 3 - 0 | Jedinstvo Brčko    | 27-25, 25-10, 25-23        |
| 13 dicembre 2017 Športna dvorana OŠ Šempeter, San Pietro Durata: 2h:00 - Spettatori: 150 | Kamnik                 | 1 - 3 | Branik             | 30-28, 22-25, 20-25, 16-25 |
| 12 dicembre 2017 Elenia Areena, Hämeenlinna Durata: 1h:06 - Spettatori: 746              | HPK Naiset             | 0 - 3 | Enisej             | 20-25, 18-25, 15-25        |
| 13 dicembre 2017 Sneker Sporthal, Sneek Durata: 1h:11 - Spettatori: 750                  | Sneek                  | 0 - 3 | Casalmaggiore      | 18-25, 24-26, 14-25        |
| 12 dicembre 2017 Romema Sports Arena, Haifa Durata: 1h:49 - Spettatori: 500              | Maccabi Haifa          | 1 - 3 | Békéscsabai        | 22-25, 27-25, 9-25, 21-25  |
| 13 dicembre 2017 ARENA Schwerin, Schwerin Durata: 1h:46 - Spettatori: 1 568              | Schweriner             | 3 - 1 | Le Cannet          | 25-22, 16-25, 25-22, 25-22 |
| 12 dicembre 2017 FSK Olymp, Južne Durata: 1h:01 - Spettatori: 1 019                      | Chimik                 | 3 - 0 | Franches-Montagnes | 25-19, 25-11, 25-9         |
| 13 dicembre 2017 Univerzita Palackého, Olomouc Durata: 1h:15 - Spettatori: 500           | Olomouc                | 0 - 3 | MTV Stoccarda      | 12-25, 14-25, 20-25        |
| 12 dicembre 2017 Continental Aréna, Nyíregyháza Durata: 1h:12 - Spettatori: 1 000        | Nyíregyháza            | 0 - 3 | Asterix Avo        | 18-25, 18-25, 18-25        |
| 13 dicembre 2017 St.-Léonard-Halle, Friburgo Durata: 1h:34 - Spettatori: 820             | Düdingen               | 3 - 1 | Hapoël Kfar Saba   | 25-21, 25-9, 20-25, 25-11  |
| 13 dicembre 2017 Margon Arena, Dresda Durata: 1h:19 - Spettatori: 2 649                  | Dresdner               | 3 - 0 | Venelles           | 25-13, 25-18, 25-20        |
| 13 dicembre 2017 Hala Sportova, Stara Pazova Durata: 1h:43 - Spettatori: 400             | Jedinstvo Stara Pazova | 1 - 3 | Minčanka           | 15-25, 15-25, 25-11, 23-25 |
| 13 dicembre 2017 Halle du Four a Chaux, Béziers Durata: 1h:10 - Spettatori: 550          | Béziers                | 3 - 0 | Sliedrecht         | 25-17, 25-19, 25-21        |
| 12 dicembre 2017 Městská Hala Vodova, Brno Durata: 1h:17 - Spettatori: 300               | Královo Pole           | 0 - 3 | Viesti Salo        | 8-25, 24-26, 20-25         |
| 12 dicembre 2017 Rapid Hall, Bucarest Durata: 1h:08 - Spettatori: 800                    | CSM Bucarest           | 0 - 3 | Uraločka           | 19-25, 21-25, 21-25        |

#### Ritorno
| 10 gennaio 2018 Burhan Felek Spor Salonu, Istanbul Durata: 1h:03 - Spettatori: 425        | Eczacıbaşı         | 3 - 0 | Oudegem                | 25-12, 25-17, 25-8                    |
| 10 gennaio 2018 Sportska Dvorana Magnet, Brčko Durata: 1h:07 - Spettatori: 950            | Jedinstvo Brčko    | 0 - 3 | Busto Arsizio          | 11-25, 14-25, 23-25                   |
| 10 gennaio 2018 Športna Dvorana Ljudski Vrt, Maribor Durata: 1h:49 - Spettatori: 200      | Branik             | 3 - 1 | Kamnik                 | 25-23, 19-25, 25-23, 25-12            |
| 10 gennaio 2018 Dom Sporta Imeni M. Dvorkina, Krasnojarsk Durata: 1h:04 - Spettatori: 800 | Enisej             | 3 - 0 | HPK Naiset             | 25-13, 25-19, 25-16                   |
| 10 gennaio 2018 PalaRadi, Cremona Durata: 1h:09 - Spettatori: 1 544                       | Casalmaggiore      | 3 - 0 | Sneek                  | 25-17, 25-19, 25-17                   |
| 11 gennaio 2018 Városi Sportcsarnok, Békéscsaba Durata: 1h:44 - Spettatori: 1 032         | Békéscsabai        | 3 - 1 | Maccabi Haifa          | 25-15, 30-28, 12-25, 25-22            |
| 9 gennaio 2018 Gymnase Maillan, Le Cannet Durata: 1h:46 - Spettatori: 680                 | Le Cannet          | 1 - 3 | Schweriner             | 18-25, 18-25, 26-28, 23-25            |
| 11 gennaio 2018 Salle Forum BIWI, Rossemaison Durata: 1h:45 - Spettatori: 350             | Franches-Montagnes | 1 - 3 | Chimik                 | 12-25, 25-18, 25-22, 20-25            |
| 10 gennaio 2018 SCHARRena, Stoccarda Durata: 1h:24 - Spettatori: 1 350                    | MTV Stoccarda      | 3 - 0 | Olomouc                | 25-19, 25-15, 28-26                   |
| 10 gennaio 2018 De Meerminnen, Beveren Durata: 1h:10 - Spettatori: 200                    | Asterix Avo        | 3 - 0 | Nyíregyháza            | 25-16, 25-14, 25-16                   |
| 10 gennaio 2018 Green Hall, Kfar Saba Durata: 1h:31 - Spettatori: 400                     | Hapoël Kfar Saba   | 3 - 0 | Düdingen               | 25-20, 25-21, 25-22 Golden set: 13-15 |
| 9 gennaio 2018 Arena du Pays d'Aix, Aix-en-Provence Durata: 1h:12 - Spettatori: 2 700     | Venelles           | 0 - 3 | Dresdner               | 12-25, 9-25, 22-25                    |
| 10 gennaio 2018 Palazzetto dello Sport Uruchje, Minsk Durata: 1h:08 - Spettatori: 1 000   | Minčanka           | 3 - 0 | Jedinstvo Stara Pazova | 25-18, 25-12, 25-20                   |
| 10 gennaio 2018 Sporthal De Basis, Sliedrecht Durata: 1h:19 - Spettatori: 800             | Sliedrecht         | 0 - 3 | Béziers                | 21-25, 20-25, 24-26                   |
| 10 gennaio 2018 Salohalli, Salo Durata: 1h:39 - Spettatori: 498                           | Viesti Salo        | 0 - 3 | Královo Pole           | 16-25, 21-25, 23-25 Golden set: 13-15 |
| 10 gennaio 2018 DIVS Uralochka, Ekaterinburg Durata: 1h:43 - Spettatori: 1 300            | Uraločka           | 3 - 2 | CSM Bucarest           | 23-25, 25-19, 15-25, 25-22, 15-8      |

#### Squadre qualificate
| - Asterix Avo - Minčanka - Düdingen - Královo Pole - Dresdner - Schweriner - MTV Stoccarda - Béziers | - Békéscsabai - Busto Arsizio - Casalmaggiore - Enisej - Uraločka - Branik - Eczacıbaşı - Chimik |

### Ottavi di finale

#### Andata
| 24 gennaio 2018 Burhan Felek Spor Salonu, Istanbul Durata: 1h:51 - Spettatori: 850        | Eczacıbaşı    | 3 - 1 | Busto Arsizio | 29-27, 25-18, 25-27, 25-18       |
| 24 gennaio 2018 Dom Sporta Imeni M. Dvorkina, Krasnojarsk Durata: 1h:10 - Spettatori: 500 | Enisej        | 3 - 0 | Branik        | 25-16, 25-20, 25-22              |
| 23 gennaio 2018 Városi Sportcsarnok, Békéscsaba Durata: 1h:08 - Spettatori: 1 800         | Békéscsabai   | 0 - 3 | Casalmaggiore | 20-25, 14-25, 15-25              |
| 25 gennaio 2018 ARENA Schwerin, Schwerin Durata: 1h:07 - Spettatori: 1 678                | Schweriner    | 3 - 0 | Chimik        | 25-16, 25-15, 25-14              |
| 24 gennaio 2018 SCHARRena, Stoccarda Durata: 1h:12 - Spettatori: 1 300                    | MTV Stoccarda | 3 - 0 | Asterix Avo   | 25-23, 25-14, 25-17              |
| 24 gennaio 2018 St.-Léonard-Halle, Friburgo Durata: 1h:15 - Spettatori: 900               | Düdingen      | 0 - 3 | Dresdner      | 18-25, 13-25, 17-25              |
| 24 gennaio 2018 Halle du Four a Chaux, Béziers Durata: 1h:59 - Spettatori: 755            | Béziers       | 3 - 2 | Minčanka      | 25-19, 20-25, 25-21, 14-25, 15-9 |
| 24 gennaio 2018 DIVS Uralochka, Ekaterinburg Durata: 1h:05 - Spettatori: 2 135            | Uraločka      | 3 - 0 | Královo Pole  | 25-17, 25-11, 25-18              |

#### Ritorno
| 8 febbraio 2018 PalaYamamay, Busto Arsizio Durata: 1h:44 - Spettatori: 1 400            | Busto Arsizio | 1 - 3 | Eczacıbaşı    | 25-20, 18-25, 18-25, 24-26        |
| 7 febbraio 2018 Športna Dvorana Ljudski Vrt, Maribor Durata: 1h:45 - Spettatori: 230    | Branik        | 1 - 3 | Enisej        | 24-26, 21-25, 25-14, 18-25        |
| 7 febbraio 2018 PalaRadi, Cremona Durata: 1h:14 - Spettatori: 1 375                     | Casalmaggiore | 3 - 0 | Békéscsabai   | 25-22, 25-18, 25-17               |
| 6 febbraio 2018 FSK Olymp, Južne Durata: 1h:37 - Spettatori: 850                        | Chimik        | 1 - 3 | Schweriner    | 25-22, 13-25, 18-25, 18-25        |
| 6 febbraio 2018 De Meerminnen, Beveren Durata: 2h:05 - Spettatori: 165                  | Asterix Avo   | 3 - 2 | MTV Stoccarda | 25-20, 27-29, 15-25, 25-23, 16-14 |
| 7 febbraio 2018 Margon Arena, Dresda Durata: 1h:50 - Spettatori: 2 531                  | Dresdner      | 3 - 1 | Düdingen      | 23-25, 25-20, 25-18, 25-22        |
| 7 febbraio 2018 Palazzetto dello Sport Uruchje, Minsk Durata: 1h:27 - Spettatori: 1 100 | Minčanka      | 3 - 1 | Béziers       | 18-25, 25-16, 25-15, 25-13        |
| 7 febbraio 2018 Městská Hala Vodova, Brno Durata: 1h:42 - Spettatori: 120               | Královo Pole  | 1 - 3 | Uraločka      | 10-25, 28-26, 20-25, 16-25        |

#### Squadre qualificate
- Minčanka
- Dresdner
- Schweriner
- MTV Stoccarda
- Casalmaggiore
- Enisej
- Uraločka
- Eczacıbaşı

### Quarti di finale

#### Andata
| 20 febbraio 2018 Dom Sporta Imeni M. Dvorkina, Krasnojarsk Durata: 1h:38 - Spettatori: 1 000 | Enisej        | 1 - 3 | Eczacıbaşı    | 16-25, 26-28, 25-23, 21-25 |
| 21 febbraio 2018 PalaRadi, Cremona Durata: 1h:30 - Spettatori: 1 483                         | Casalmaggiore | 0 - 3 | Schweriner    | 33-35, 20-25, 15-25        |
| 21 febbraio 2018 Margon Arena, Dresda Durata: 1h:17 - Spettatori: 2 500                      | Dresdner      | 0 - 3 | MTV Stoccarda | 23-25, 16-25, 17-25        |
| 21 febbraio 2018 DIVS Uralochka, Ekaterinburg Durata: 1h:47 - Spettatori: 1 100              | Uraločka      | 1 - 3 | Minčanka      | 25-20, 20-25, 22-25, 26-28 |

#### Ritorno
| 28 febbraio 2018 Burhan Felek Spor Salonu, Istanbul Durata: 1h:17 - Spettatori: 825      | Eczacıbaşı    | 3 - 0 | Enisej        | 25-20, 25-11, 25-18        |
| 1º marzo 2018 ARENA Schwerin, Schwerin Durata: 1h:38 - Spettatori: 1 784                 | Schweriner    | 3 - 1 | Casalmaggiore | 25-18, 20-25, 25-15, 28-26 |
| 28 febbraio 2018 SCHARRena, Stoccarda Durata: 1h:43 - Spettatori: 1 711                  | MTV Stoccarda | 3 - 1 | Dresdner      | 25-15, 25-17, 21-25, 25-19 |
| 27 febbraio 2018 Palazzetto dello Sport Uruchje, Minsk Durata: 1h:11 - Spettatori: 2 500 | Minčanka      | 3 - 0 | Uraločka      | 25-19, 25-15, 25-23        |

#### Squadre qualificate
- Minčanka
- MTV Stoccarda
- Schweriner
- Eczacıbaşı

### Semifinali

#### Andata
| 13 marzo 2018 ARENA Schwerin, Schwerin Durata: 1h:17 - Spettatori: 1 853 | Schweriner    | 0 - 3 | Eczacıbaşı | 18-25, 19-25, 21-25              |
| 13 marzo 2018 SCHARRena, Stoccarda Durata: 1h:52 - Spettatori: 1 179     | MTV Stoccarda | 2 - 3 | Minčanka   | 15-25, 25-22, 21-25, 25-11, 8-15 |

#### Ritorno
| 20 marzo 2018 Burhan Felek Spor Salonu, Istanbul Durata: 1h:15 - Spettatori: 850      | Eczacıbaşı | 3 - 0 | Schweriner    | 25-18, 25-19, 25-20                                |
| 20 marzo 2018 Palazzetto dello Sport Uruchje, Minsk Durata: 2h:12 - Spettatori: 3 000 | Minčanka   | 2 - 3 | MTV Stoccarda | 19-25, 20-25, 25-23, 25-23, 12-15 Golden set: 15-8 |

#### Squadre qualificate
- Minčanka
- Eczacıbaşı

### Finale

#### Andata
| 3 aprile 2018 Palazzetto dello Sport Uruchje, Minsk Durata: 1h:34 - Spettatori: 3 200 | Minčanka | 1 - 3 | Eczacıbaşı | 14-25, 21-25, 25-22, 11-25 |

#### Ritorno
| 10 aprile 2018 Burhan Felek Spor Salonu, Istanbul Durata: 1h:16 - Spettatori: 5 600 | Eczacıbaşı | 3 - 0 | Minčanka | 25-17, 25-17, 25-17 |

#### Squadra campione
- Eczacıbaşı